# Bulls Gap
Bulls Gap é uma cidade  localizada no estado norte-americano de Tennessee, no Condado de Hawkins.

## Demografia
Segundo o censo norte-americano de 2000, a sua população era de 714 habitantes. 
Em 2006, foi estimada uma população de 736, um aumento de 22 (3.1%).

## Geografia
De acordo com o United States Census Bureau tem uma área de 
3,2 km², dos quais 3,2 km² cobertos por terra e 0,0 km² cobertos por água. Bulls Gap localiza-se a aproximadamente 363 m acima do nível do mar.

## Localidades na vizinhança
O diagrama seguinte representa as localidades num raio de 28 km ao redor de Bulls Gap. 